# انتفاضة فينيان
انتفاضة فينيان لعام 1867 هي تمرد ضد الحكم البريطاني في أيرلندا، نظمته جماعة الإخوان الجمهوريين الأيرلنديين (آي آر بي).
بعد قمع صحيفة أيرش بيبول، استمر السخط بين القوميين الأيرلنديين المتطرفين، وخلال الجزء الأخير من عام 1866، سعى زعيم الإخوان الجمهوريين الإيرلنديين، جيمس ستيفنس، لجمع الأموال في الولايات المتحدة من أجل انتفاضة جديدة مخطط لها في العام التالي. مع ذلك، ثبت أن انتفاضة عام 1867 كانت سيئة التنظيم. كان هناك انتفاضة قصيرة في مقاطعة كري في فبراير، أعقبتها محاولة للتمرد على الصعيد الوطني، شاملة محاولة للاستيلاء على دبلن في أوائل مارس. بسبب سوء التخطيط والتسلل البريطاني، لم ينطلق التمرد أبدًا. قُبِضَ على معظم القادة في أيرلندا، ولكن على الرغم من الحكم على بعضهم بالإعدام، لم يُعدم أي منهم. تبع ذلك سلسلة من الهجمات في إنجلترا هدفت إلى إطلاق سراح سجناء الفينيان، تضمنت قنبلة في لندن وهجومًا على شاحنة سجناء في مانشستر، أُعدِم بسببه ثلاثة من الفينيان، عرفوا فيما بعد باسم شهداء مانشستر. لم تحقق سلسلة غارات على كندا من قبل أنصار الولايات المتحدة سوى القليل.

## خلفية
كان الفينيان جماعة عبر أطلسية تتألف من جماعة الإخوان الجمهوريين الأيرلنديين، التي تأسست في دبلن على يد جيمس ستيفنس في عام 1858، وأخوية الفينيان، التي أسسها في الولايات المتحدة جون أوماهوني ومايكل دوهيني، أيضًا في عام 1858. كان هدفهم إنشاء جمهورية أيرلندية مستقلة بقوة السلاح. في عام 1865، بدأ الفينيان في الاستعداد للتمرد. مع نهاية الحرب الأهلية الأمريكية، كانوا يأملون في تجنيد قدامى المقاتلين الراغبين الأيرلنديين في تلك الحرب من أجل انتفاضة في أيرلندا. جمعوا نحو 6000 سلاح ناري وكان لديهم ما وصل إلى 50000 رجل على استعداد للقتال. في سبتمبر 1865، تحرك البريطانيون لإغلاق صحيفة الفينيان ذا أيرش بيبول واعتقلوا الكثير من القيادة، بما في ذلك جون أوليري، وجيريمياه أودونافن روسا، وبراين ديلون، وتوماس كلارك لوبي، وستيفنس. هرب ستيفنز، زعيم الحركة، في وقت لاحق. في عام 1866، عُلِّق أمر المثول أمام القضاء في أيرلندا وكان هناك المئات من الاعتقالات الأخرى للنشطاء الفينيان.
حاول توماس ج. كيلي خليفة ستيفنس كزعيم إطلاقَ التمرد في أوائل عام 1867، لكن أثبت أنه كان غير منسق وفشل وتلاشى كسلسلة من المناوشات. كانت الخطة تتضمن حملة حرب عصابات على نطاق البلاد، مصحوبة بانتفاضة في دبلن يتحالف فيها مقاتلو الفينيان مع القوات الأيرلندية من الذين تمردوا من أجل الاستيلاء على الثكنات العسكرية في المدينة.

## الإعداد
حشدت أخوية الفينيان، خاصةً فصيلًا منها تحت قيادة ويليام ر. روبرتس، ما وصل إلى 1000 من قدامى المقاتلين الأيرلنديين في الحرب الأهلية الأمريكية لشن غارات على حصون الجيش البريطاني والنقاط الجمركية وغيرها من الأهداف في كندا، من أجل الضغط على بريطانيا للانسحاب من أيرلندا بين عامي 1866 و1871. في حين اعتقلت السلطات الأمريكية الرجال وصادرت أسلحتهم بعد ذلك، هناك تكهنات بأن الكثيرين في حكومة الولايات المتحدة غضوا الطرف عن الاستعدادات للغزو، غاضبين من أفعال يمكن تفسيرها بأنها مساعدة بريطانية للكونفدرالية خلال الحرب الأهلية الأمريكية. كانت هناك خمس غارات فينيان جديرة بالذكر. في حين حققوا بعض النجاحات الطفيفة ضد القوات الكندية، إلا أنهم فشلوا عسكريًا وسياسيًا.
في فبراير 1867، هاجم الفينيان، من بينهم مايكل دافيت، قلعة تشستر من أجل الحصول على أسلحة للانتفاضة. كان منظمو الثورة يأملون في الاستفادة من الدعم الكبير بين المواطنين الأيرلنديين أو أولادهم الذين يعيشون في إنجلترا. كان من المقرر مصادرة الأسلحة المخزنة في القلعة، وقطع أسلاك التلغراف، ونقل العربات على خط السكة الحديدية إلى هوليهيد، حيث يُستولى على الشحنات وتهبط إلى دبلن قبل أن يكون لدى السلطات وقت للتدخل. أحبط هذا المخطط بسبب المعلومات المقدمة للحكومة من قبل المخبر جون جوزيف كوريدون، أحد أكثر عملاء ستيفنس ثقة.